# Jadwiga Wojciechowska
Jadwiga Wojciechowska, po mężu Goliat (ur. 16 września 1961 w Radomiu) – polska siatkarka, reprezentantka Polski.

## Kariera sportowa
Z reprezentacją Polski juniorek wystąpiła na mistrzostwach Europy w 1979 roku, zajmując 5. miejsce. W reprezentacji Polski seniorek zadebiutowała we wrześniu 1979 roku. W tym samym roku została powołana na mistrzostwa Europy, w których zajęła z drużyną 8. miejsce. Łącznie w drużynie narodowej wystąpiła 10 razy.
Była zawodniczką Radomki Radom, z którą w 1980 roku awansowała do ekstraklasy. W sezonie 1980/1981 zajęła z drużyną z Radomia z drużyną 9. miejsce w lidze, co skutkowało spadkiem do II ligi. W latach 1981–1989 reprezentowała barwy Spójni Gdańsk, a następnie belgijskiego zespołu Asterix Kieldrecht.
Jej mężem był reprezentant Polski w piłce ręcznej Wiesław Goliat (zm. w 2024), a córką jest reprezentantka Belgii w siatkówce Karolina Goliat.